# リトル・キャッツ 空飛ぶねこの大冒険
『リトル・キャッツ 空飛ぶねこの大冒険』（原題：猫与桃花源）は 2018年にリリースされた中国の3Dコンピューターアニメーション映画である。

## キャスト
※括弧内は日本語吹替
- ブランケット - リー・ユーフェン（桂一雅）
- ケープ - ヤンドゥオ・ヤン（伊藤かな恵）